# Festival international de films de femmes de Créteil 1989
 (mai 2025).
La 11e édition du Festival international de films de femmes de Créteil se tient à la Maison des arts et de la culture à Créteil, préfecture du département du Val-de-Marne, du 11 mars au 19 mars 1989. Une rétrospective est consacrée à la première partie de l’œuvre de Liliana Cavani, tandis qu'est proposé un panorama de 28 films Images de femmes noires et un autoportrait de l'actrice et réalisatrice Delphine Seyrig au travers de 18 films choisis dans sa filmographie.

## Palmarès
- Grand Prix du Jury – Meilleur long métrage de fiction : Célia d’Ann Turner (Australie)
- Prix AFJ – Meilleur long métrage documentaire :Hell to Pay d’Alexandra Anderson et Anne Cottringer (Grande-Bretagne)
- Prix du Jury Jeunes Comédiennes : Le Violoncelle de Pascaline Simar (France)
- Prix Programmes courts et créations CANAL et Meilleur court métrage : Shoone Genoeg d’Ellen Meske (Pays-Bas)
- Prix du Public – Meilleur long métrage de fiction :' Ren gui quing de Huang Shuqin (Chine)
- Prix du Public – Meilleur long métrage documentaire : Cover up : Behind the Iran Contra Affair de Barbara Trent (États-Unis)
- Prix du Public – Meilleur court métrage étranger : Tiny an Ruby : Hell Divin’ Woman de Greta Schiller (États-Unis)
- Prix du Public – Meilleur court métrage européen : Perfect Image de Maureen Blackwood (Grande-Bretagne)
- Prix du Public – Meilleur court métrage français : Le Travail du fer de Célia Canning et Néry Catineau (France)
- Prix du Public – Second meilleur court métrage français : TV Buster d’Anita Assal et John Hudson (France)